# Papain
Papain (EC 3.4.22.2, papaiotin, sumetrin, velardon, papajina peptidaza I) je enzim. Ovaj enzim katalizuje sledeću hemijsku reakciju
Hidroliza proteina sa širokom specifičšću za peptidne veze sa preferencijom za aminokiseline sa velim hidrofobnim bočnim lancom u P2 poziciji.
Ovaj peptidaza je izolovana iz lateksa ploda papaje (Carica papaya).

## Spoljašnje veze
- Papain на 